# Palladium Books
Pour les articles homonymes, voir Palladium (homonymie).
Palladium Books est une maison d'édition de jeux de rôle créée par Kevin Siembieda. Aucun de ces jeux n'a été traduit en français (2012). Le premier jeu édité fut The Mechanoid Invasion (1981).
L'entreprise a neuf salariés et environ 25 travailleurs indépendants sous contrat.

## Publications
Les jeux sont tous basés sur le même système de règles (sauf Recon et Valley of the Pharaohs), ce qui permet de faire interagir les univers développés ; ce concept porte le nom de Megaverse (contraction de « méga-univers »), un concept nommé multivers dans d'autres jeux. Le passage entre les mondes peut se faire par des failles (rifts).
Les jeux sont :
- After the Bomb (post-apocalyptique avec des animaux intelligents, initialement une variante de Teenage Mutant Ninja Turtles, 1986, 2001)
- Beyond the Supernatural (horreur contemporain, 1987)
- Dead Reign RPG — The Zombie Apocalypse (survie face à des zombies, 2008)
- Heroes Unlimited (superhéros, 1984, 1987, 1998)
- The Mechanoid Invasion (space opera, 1981)
- Nightbane (fantastique contemporain, changeurs de forme, 1995 sous le titre Nightspawn, 1996)
- Ninja & Superspies (espionnage sur fond d'arts martiaux et de gadgets high-tech 1988)
- Palladium Fantasy Role-Playing Game (médiéval-fantastique, 1983, 1996)
- Recon (guerre du Viêt Nam, 1986 pour la 2e édition)
- Rifts  (science-fiction post-apocalyptique et univers parallèles, 1995) et Chaos Earth (2003)
- Robotech (science-fiction mecha, d'après l'anime, 1986), Robotech II (1993), Robotech The Shadow Chronicles (2008)
- Systems Failure (science-fiction contemporaine, les bugs de l'an 2000 sont des insectes géants venus d'une autre dimension, 1999)
- Teenage Mutant Ninja Turtles and other strangeness (d'après le comic, 1985)
- Valley of the Pharaohs (historique fantastique en Égypte antique, 1983)

L'éditeur a également publié de petits livrets de 50 pages regroupant des informations historiques et géographiques, utilisables par tous les jeux (mais donnant tout de même des valeurs chiffrées relatives au système Palladium) :
- sur les armes et armures des chevaliers ;
- Weapons, Armor & Castles of Orient (armes, armures et châteaux du Japon et de la Chine médiévales)
- Weapons and Assassins, sur les assassins et les ninja
- Compendium of Modern Weapons, sur les armes à feu

En 2018, la licence Robotech prend fin et n'est pas renouvelée.

## Difficultés financières
Au printemps 2006, le président et propriétaire, Kevin Siembieda, faisait état de graves difficultés financières  , de l'ordre de 850 000 à 1,3 million de dollars, en raison selon lui de vols, abus de confiance et de concours de circonstances malheureux.
Parmi les problèmes :
- le lancement du jeu Rifts: Promise of Power sur N-Gage ne s'est pas fait sur le marché d'Amérique du Nord en raison d'un problème de marketing ;
- de nombreux projets, potentielles sources de revenus importants, sont en attente :
  - le film sur Rifts, n'est pas encore entré en production (le producteur Jerry Bruckheimer n'ayant pas eu pour l'instant de script jugé satisfaisant) ;
  - les discussions avec des distributeurs classiques de livres (Barnes & Noble, Borders, Hastings, Publisher Services Inc.) sont au point mort ;
  - de même pour la création d'un jeu en ligne massivement multi-joueurs sur Rifts ;
- de manière générale, le marché du jeu de rôle n'est pas très florissant ;
- Kevin Siembieda fait état de « trahison » et de « magouilles » internes (Treachery and skullduggery from within).

L'entreprise craignait que cette mauvaise situation compromette de futurs projets, comme le renouvellement de la licence pour Robotech (la licence a été finalement renouvelée et les premiers exemplaires de la nouvelle version livrés en juillet 2008 ).
Selon les témoignages de certains anciens collaborateurs (Bill Coffin, Steve Trustum et Jason Vey)    , Kevin Siembieda aurait une gestion trop centralisée, inadaptée par rapport à la taille qu'a prise son entreprise (absence de délégation, manque de dialogue avec les collaborateurs, relations humaines exécrables), qui aurait lentement mené à cette situation.
La situation s'est depuis améliorée.

## Le système Palladium
Voir l'article sur le système Palladium.

## Membres de l'équipe
- Wayne Breaux
- CJ Carella, qui a quitté l'entreprise en février 1996
- Bill Coffin, qui a quitté l'entreprise en 2001
- Shawn « Holy Oak » Hall
- Mike « Midnight » Hawthorne
- Scott Johnson
- Kevin Long, qui a quitté l'entreprise en août 1995
- Vince Martin, qui a quitté l'entreprise en mai 1996
- Ramon Perez
- Kevin Siembieda
- Steve « Conan » Trustrum : il ca commencé sa carrière en publiant dans The Rifter, une publication réservée aux fans, puis a brièvement collaboré de manière professionnelle avec Palladium Books
- Jason Vey « The grey Elf » : brève collaboration en 2003, pour le supplément Shadow of Light pour Nightbane
- Erick Wujcik